# Scolitantides metioche
Scolitantides metioche är en fjärilsart som beskrevs av Hans Fruhstorfer 1910. Scolitantides metioche ingår i släktet Scolitantides och familjen juvelvingar. Inga underarter finns listade.